# Coua pit-roig
El coua pit-roig (Coua serriana) és una espècie d'ocell de la família dels cucúlids (Cuculidae) que habita la selva humida del nord-est de Madagascar.